# Schizopera arenicola
Schizopera arenicola är en kräftdjursart som beskrevs av Claude Chappuis och Serban 1953. Schizopera arenicola ingår i släktet Schizopera och familjen Diosaccidae. Inga underarter finns listade i Catalogue of Life.